# Karol Heiller
Karol Heiller (12. února 1811, Bratislava – 24. března 1889 Bratislava) byl bratislavský kaplan a kazatel, titulární biskup.

## Rodina
- Otec: Ján Heiller
- Matka: Katarína (roz. Prandlová)

## Život
Absolvoval gymnázium v Bratislavě, následně vystudoval teologii a filozofii v Trnavě. V roce 1834 byl vysvěcen. V roce 1849 se stal kapitulním kanovníkem a městským farářem. Působil i jako dočasný školní inspektor. Byl iniciátorem rozsáhlého restaurování Katedrály svatého Martina v druhé polovině 19. století. Vydal několik svazků kázání. V roce 1880 byl jmenován titulárním biskupem. Je pohřben na Ondrejském hřbitově.

## Vyznamenání
- 1884 – Rytířský kříž Řádu železné koruny II. třídy

## Dílo
- Glaube, Hoffnung und Liebe, Bratislava, 1849